# Gunung Rotan
Gunung Rotan är ett berg i Indonesien.   Det ligger i provinsen Aceh, i den västra delen av landet, 1 500 km nordväst om huvudstaden Jakarta. Toppen på Gunung Rotan är 1 849 meter över havet, eller 169 meter över den omgivande terrängen. Bredden vid basen är 2,3 km.
Terrängen runt Gunung Rotan är bergig åt nordost, men åt sydväst är den kuperad.Runt Gunung Rotan är det ganska glesbefolkat, med 29 invånare per kvadratkilometer. I omgivningarna runt Gunung Rotan växer i huvudsak städsegrön lövskog.